# Gilles Defacque
Gilles Defacque est un clown, comédien, metteur en scène, auteur, artiste plasticien français et cofondateur du Prato Théâtre International de Quartier, Pôle National Cirque à Lille qu'il a dirigé jusqu'au 31 octobre 2021. Né le 9 août 1945 à Friville-Escarbotin dans la Somme et mort le 27 décembre 2024 à Villeneuve-d'Ascq.

## Biographie
Gilles Defacque naît dans une salle de bal-catch-cinéma-théâtre Mignon Palace à Friville-Escarbotin (Somme). En 1963, il réussit le concours de l’École normale d’instituteurs à Amiens et poursuit ses études à la Faculté des Lettres de Lille où il fera un doctorat sur la prose d’André Breton. À partir de 1965, il enseigne au lycée Baudelaire à Roubaix tout en continuant d’animer une revue amiénoise d'action poétique, La Galerne, dont les rédacteurs sont anarcho-gauchistes.
En 1973 à Lille, dans le bouillonnement de ces années 70, il rencontre le Prato, un collectif de personnalités qui souhaitaient allier sujets de société et arts populaires - théâtre de rue, agit-prop, fanfare, musique free, clown. Gilles, d’emblée participe aux 2 axes du Prato : le théâtre, il joue dans les pièces du collectif en salle et dans la rue, et le clown, avec Ronny Coutteure, Jean Noël Biard puis Alain D’Haeyer.
Le nom « Prato » recouvre le lieu et la troupe.
En 1985, le Prato est relogé dans l’ancienne filature Le Blan après la démolition de la salle de cinéma Le Marivaux où la troupe répétait, jouait et programmait. Le « rêve de lieu » d’emblée et pour toujours et la vie d’une équipe de création. Un lieu, une démarche, la démarche d’un lieu. Gilles Defacque en devient le directeur.
Gilles Defacque a exploré les formes les plus multiples du rire et de la poésie dans ses spectacles comme dans les programmations dans son lieu. Auto-proclamé Théâtre International de Quartier en 1983, dans un mouvement incessant, un présent et une présence revendiqués, tandis qu’il crée son solo Bégaiements, il développe le projet de Centre International du Burlesque, avec les partenaires, l'équipe et Patricia Kapusta, ils l’emmènent vers la labellisation de Pôle National Cirque en passant par Scène conventionnée pour les arts du burlesque et Le Plôt pôle cirque transfrontalier Lille-Tournai.
Il propose une œuvre alliant le comique au poétique, l’oralité débridée à la lecture vive, avec, au cœur, la figure du CLOWN. Dans ses Cabarets et Tournages Imaginaires à géométries variables. Hanté par ses souvenirs d’enfance au Mignon Palace, il a mis en scène ces « Chères Ombres » dans des grandes formes chorales qui mêlent théâtre, cirque et musique ; en salle, pour mémoire : Mignon Palace « cirque de l’intime », Soirée de Gala - Forever and ever, L’Aile du Radeau - Don Quichotte à la dérive ; dans l’espace public, pour mémoire : De la Révolution comme un cortège, Deûle d’Amour, Le Tournage Imaginaire Grandeur Nature – Le dit de l’Utopie…
Performer, il improvise inaugurations et autres ouvertures de Saison, il crée des solos, Bégaiements  en tournée jusqu’au bout, Ça partirait de Friville Escarbotin, Loin d’être fini, et incite les actrices et acteurs à écrire et jouer leur récit de vie qu’il propose au Prato dans le temps fort « On est tous des Quelqu’uns ».
Fou de clown. Après avoir tourné pendant près de 20 ans avec Les Clowns du Prato, notamment l’anthologique Polka des Saisons  avec Alain D’Haeyer, le clown. Ensemble ils ont imaginé le Festival International des Clowns du Prato en 1984, transformé en Rayon Burlesque en 1998 puis Toiles dans la Ville en 2011. Son état d'esprit, sa « folie » a couru dans tous ses spectacles et textes : à noter, Clément ou le courage de Peter Pan, Loyal-Auguste (A quoi pensent les pommes quand elles tombent). Il l’a aussi transmis avec passion aux professionnels comme aux amateurs : dans la formation continue Clown.e côté piste au Centre National des Arts du Cirque (CNAC) ou ailleurs, à l’Ecole du Théâtre du Nord et lors de divers stages. Le Prato les a accompagnés avec une attention particulière pour les clownesses lors du temps fort « Elles en rient encore ». Et le cirque comme une évidence, le Prato s’est reconnu dans ces jeunes artistes qui portaient son renouveau.
Epris de littérature, cet ancien professeur de Lettres a aussi mis en scène et joué le répertoire : le choix privilégié de Louis Calaferte, avec l’opportunité de créer, en 1990 à l’Opéra de Lille, Aux armes citoyens, opéra bouﬀe, « baroquerie en un acte avec couplets ». Autre grande référence littéraire ayant marqué le parcours de Gilles Defacque : Samuel Beckett et sa trilogie de résistance post-atomique, composée de En attendant Godot, Fin de partie et Oh les beaux jours, successivement montées entre 1993 et 1999.
Porteur de poème, il a été édité : Parlures 1 et 2, entreprise poétique de publication des écritures de Gilles Defacque, Clown sans contact, La Grand’maison qu’on rêve… il a aimé lire en public, ses Attractions Littéraires, des poètes d’hier et d’aujourd’hui comme ses propres textes - La Rentrée Littéraire – Créer c'est résister ou Chambre d’Echo. En 2018, certains de ses textes sont mis en scènes par Interlude T/O dans son portrait d’acteur On n'aura pas le temps de tout dire.
Interprète notamment chez Jean Gaudin dans Conversations nocturnes (1989, danse à l'Opéra de Lille) Eric Lacascade dans Les Barbares de Gorki (2006, festival d'Avignon) et David Bobée dans Gilles (2009, Théâtre du Peuple à Bussang).
Son parcours d’artiste et de directeur a été présenté dans un portrait et dans un portrait d'artistes  sur Artcena.fr et le documentaire de Pierre Verdez Hors-Piste - Gilles Defacque et le théâtre du Prato. Un livre Le Prato Un Théâtre International de Quartier ! sur cette histoire de près de 50 ans a été réalisé par Gilles Defacque et Patricia Kapusta, en complicité avec les auteurs Jean Vinet et Yannic Mancel et de multiples contributeurs. (édité en 2023 par Dominique Tourte de Invenit, avec le soutien du Prato, de la DRAC Hauts-de-France, de la Ville de Lille, de la Région Hauts-de-France),,,,,,,,

## Décoration
- Officier de l'ordre des Arts et des Lettres (2022)[15].

## Créations (liste non exhaustive)
Ses créations sont notamment les suivantes :
- 1973 : « Tu t’en vas ? … Non, non j’m’en vais » des Clowns du Prato Jean Noël Biard, Ronny Coutteure et Gilles Defacque
- 1974 : « Voyage autour de la marmite »
- 1975 : « Maicret ?? Messie mais non… »
- 1979 : « La Polka des Saisons » de et par les Clowns du Prato, Gilles Defacque et Alain D’Haeyer
- 1980 : « Quand est-ce qu’on vit… »
- 1982 : « Maldonne »
- 1983 : « Bégaiements (auto-biographie de la vie d’un petit homme) » solo de Gilles Defacque
- 1985 : « Bananas TV »
- 1986 : « Edmond » d’après David Mamet, mise en scène Eric Lacascade et Guy Alloucherie assistés de Martine Cendre avec Gilles Defacque
- 1987 : « Tohu-Bohu » de et par les Clowns du Prato, Gilles Defacque et Alain D’Haeyer, production des CDC  de Boulogne sur mer et Calais
- 1989 : « De la Révolution comme un cortège » spectacle déambulatoire pour les commémorations du bicentenaire de la Révolution, une centaine de comédiens amateurs et professionnels
- 1989 : « Conversations Nocturnes » chorégraphie de Jean Gaudin, avec Gilles Defacque, Gérald Weingand et Jean Gaudin, coproduction le Prato, Danse à Lille et Objectif Danse à Marseille
- 1990 : « Aux Armes Citoyens » de Louis Calaferte, mise en scène Gilles Defacque assisté de Martine Cendre, musique Alain D’Haeyer, orchestration Marie-Claude Segard, direction vocale Anne Gilbert, mise en danse Jean Gaudin, avec…. , commande Opéra de Lille
- 1990 : « Paris Dakar – de chez Shérif à chez Mamadou », spectacle déambulatoire, commande du Festival de Lille
- 1991 : « Varietà » « Fin de Nuit »
- 1992 : « Le dictateur, la star et le chômeur »
- 1992 : « Les Broc’s ou Gilles Defacque en concert »
- 1992-1993 : « Sous le plus petit chapiteau du monde » mise en clown de Gilles Defacque assisté de Marie-José Billet des élèves du Conservatoire d’Art dramatique de Lille
- 1993 : « En attendant Godot » de Samuel Beckett, mise en scène Gilles Defacque et Alain D’haeyer, avec Gilles Defacque et Alain D’haeyer, Bernard Debreyne, Christophe Jean et Nicolas Postillon, coproduction le Prato / (La Métaphore) CDN Lille-Tourcoing
- 1994 : « Maryline » avec Stéphanie Hennequin
- 1996 : « Le Casting » (Chères ombres)
- 1997 : « Ça partirait de Friville Escarbotin… » solo de Gilles Defacque
- 1997 : « Le Cabaret du bout du Monde » et « Le Cabaret Express »
- 1997 : « Fin de Partie » de Samuel Beckett … créé au CDN de Caen
- 1999 : « Mélancolie Burlesque »
- 2000 : « Joyeux Deuil » et « La Corde et le pantin » avec des étudiants de l’ENCR
- 2002 : « Opéra Bouffe Circus » avec comédiens, circassiens et musiciens « Les Guides » avec Jérôme Martin et Sylvain Roux, mise en scène de Gilles Defacque
- 2004 : « Mignon Palace » avec les comédiens du Prato, les étudiants-circassiens du CNAC et musiciens
- 2004 : « Deûle d’Amour & Gamberges »….
- 2005 : « Les Aventures de Madame Mygalote – L’Ile Bleue du Sommeil» spectacle jeune public
- 2006 :  « Moi y’a un truc que j’comprends pas… c’est la beauté » de et par Janie Follet, mis en scène et co-écriture de Gilles Defacque
- 2006 : « Les Barbares » d’après Gorki, mise en scène Eric Lacascade, avec Gilles Defacque…, créé aux festivals d’Athènes et Avignon
- 2007 : « Mignon Palace » avec comédiens, circassiens et les musiciens de la Cie Tire-Laine, étape à La Brèche à Cherbourg, créé à la scène nationale de Maubeuge
- 2008 : « Loin d’être fini » solo de Gilles Defacque
- 2009 : « Gilles » mise en scène et scénographie David Bobée, avec Gilles Defacque….
- 2010 : « C’est pas nous » (texte de Gilles Defacque, mise en scène de François Godard, Comédie de Picardie)
- 2010 : « La Saint Robert » « Le Toukès… » mise en piste de Gilles Defacque assisté de Lyly Chartiez
- 2013 : « Soirée de Gala (Forever and Ever) » avec comédiens, circassiens et musiciens de la Cie Tire-Laine, créé en 2013 à Poole – UK, Martigues-Marseille Provence 2013 et La Brèche à Cherbourg
- 2014 : « La Rentrée Littéraire de Gilles Defacque et autres Parlures » accompagné par Arnaud Van lancker
- 2017 : « La double vie rêvée de Jack M … » « Crise de voix » livret et mise en scène, production lyrique de La Clef des Chants
- 2017 : « Clément ou le courage de Peter Pan » de et avec Gilles Defacque,  avec Clément Delliaux et Samira El Ayachi, coproduction Cie de l’Oiseau Mouche / le Prato créé en 2017 au Grand Bleu à Lille
- 2018 : Interlude T/0 « On aura pas le temps de tout dire » avec Gilles Defacque et Bruno Soulier / Acteur-Auteur Gilles Defacque / Conception, adaptation Eva Vallejo et Bruno Soulier / Mise en scène Eva Vallejo / Musique Bruno Soulier
- 2019 : « L’Aile du Radeau (Don Quichotte à la dérive)» de Gilles Defacque, avec Jacques Motte, Séverine Ragaigne, Gilles Defacque, jeu, Léa Passard et Miguel Rubio, mât chinois, Macarena Gonzales, contorsion, Sandrine Ricard, acrobate, danseuse et William Schotte à la musique, en salle et dans l’espace public
- 2020 : « Chambre d'échos (Parlures 3) »de et par Gilles Defacque, accompagné à la musique par Arnaud Van Lancker
- 2021 : Clowns sans contact [17],[18],  texte et mise en scène de Gilles Defacque, une création de La Compagnie 8 avec les élèves du Conservatoire d'Arras.
- 2022 : « Le Tournage Imaginaire Grandeur Nature – Le dit de l’Utopie », création UTOPIA lille3000
- 2022 : « Loyal-Auguste (A quoi pensent les pommes quand elles tombent) » avec Jean Boissery, créé au Théâtre du Nord

## Exposition
- - 2011 : « Journal d’un quelqu’un » au MUba - Musée des Beaux-Arts Eugène Leroy de Tourcoing, direction E.D Allemand
  - 2017 : « Journal d’un quelqu’un » Station Beauquesne « Paysage » (2021), « Les Temps changent » (2023), « Frontières » (2024) ;
  - 2019 : « Journal d’un quelqu’un » Station Courmont Lille et depuis chaque année
  - 2018 :  « Journal d’un quelqu’un » Station Solid’art Lille et depuis chaque année
  - 2025 : « Aujourd’hui c’est mon anniversaire » dessins, photos et textes de Gilles Defacque, films de Arnaud Cheron, produite et présentée au Théâtre du Nord CDN à Lille

## Filmographie
- 1982 : Xueiv de Patrick Brunie
- 1988 : La vie est un long fleuve tranquille d'Étienne Chatiliez (Le chauffeur de taxi)
- 1991 : Un homme et deux femmes de Valérie Stroh
- 1993 : Puissance 4 (Ép. : Notre-dame des anges) de Pascal Goethals [série TV]
- 1994 : La fille du roi de Philippe Triboit (Maurice) [Téléfilm]
- 1997 : L'histoire du samedi (Ép. : Et si on faisait un bébé ?) de Christiane Spiero (Félix) [série TV]
- 2001 : Fabien Cosma (Ép. : Antidote) de Franck Apprederis (Dr. Leguyader) [série TV]
- 2004 : Quand la mer monte... de Yolande Moreau et Gilles Porte (Humoriste #1)

## Publications
- Poème de la Grand’ Maison qu’on rêve. Editions Mihàly, 1994.
- Fragments d’un discours amoureux sur champ de culture de terrain. Littoral - Les Nouveaux Dialogues, 2003.
- Le Nord de la Frite. Editions Robert, 2006.
- Parlures (1), une entreprise poétique de publication des écritures. Editions Invenit, 2009[19].
- Parlures (2), Journal d'un quelqu’un. Editions Invenit, 2011.
- La Rentrée Littéraire de Gilles Defacque – Créer c’est résister. La Contre Allée, 2014[20].
- Clowns sans contact. L'Onde Théâtrale, 2021.
- Le Prato Un Théâtre International de Quartier ! Gilles Defacque et Patricia Kapusta, en complicité avec les auteurs Jean Vinet et Yannic Mancel. Editions invenit 2023

## Hommage
- Hors-Piste Gilles Defacque et le théâtre du Prato, film documentaire de Pierre Verdez [Real Productions, 2020] retraçant la vie de l'artiste avec des images d'archives inédites[21],[22].
- Un portrait de Gilles Defacque et du Prato, complet, par Gwenola David et Yannic Mancel, avec documents sur les 40 années d’histoires, vidéos de spectacles et de présentation du Prato, dossiers de spectacles, livrets de créations… - novembre 2020
- Chemama, Simon. Gilles Defacque, l’entreprise poétique, Revue Nord', vol. 75, n° 1, 2020[8].